# Craugastor raniformis
Craugastor raniformis är en groddjursart som först beskrevs av George Albert Boulenger 1896.  Craugastor raniformis ingår i släktet Craugastor och familjen Craugastoridae. IUCN kategoriserar arten globalt som livskraftig. Inga underarter finns listade i Catalogue of Life.